# Autolytus penetrans
Autolytus penetrans är en ringmaskart som beskrevs av Wright och Woodwick 1977. Autolytus penetrans ingår i släktet Autolytus och familjen Syllidae. Inga underarter finns listade i Catalogue of Life.